# 田中亨
田中 亨（たなか とおる、1999年2月15日 - ）は、日本の俳優。劇団Patchの4期生。（2015年9月12日加入）
大阪府出身。ワタナベエンターテインメント関西事業部所属。

## 略歴
中学時代、同級生の女の子がアイドルグループのメンバーだったことに衝撃を受け俳優を志し、高校進学と同時に東京の俳優養成所（ワタナベエンターテインメントカレッジ）に通う。
2015年9月12日、「第4回劇団Patchオーディション」高校2年生の当時16歳で約1000人の応募者の中からグランプリを受賞し4期生として入団。
2016年1月8日、ABC『僕と私の、ひらパー姉さん』(朝日放送） 新田 役でドラマデビュー。
2016年Patch stage EX『Four Contacts ～よん!ろしくお願いします!! 劇団Patch四期生お披露目祭!!』（HEP HALL）
同年Patch stage vol.8 浮世戯言歌劇『磯部磯兵衛物語～浮世はつらいよ～高尾山地獄修業編』(ABCホール) 楠木勝 役 で初舞台。以降も劇団本公演、外部舞台客演、映像作品への出演を経て、2018年1月23日、「大阪環状線-Part3-ひと駅ごとのスマイル」Station2 大正駅『KOボーイ』（カンテレ）でお笑いタレントのトミーズ雅と親子役で初共演。迫力あるスパーリングを熱演。
2019年、Patch stage vol.13『カーニバル!カーニバル!カーニバル!カーニバル!カーニバル!カーニバル!カーニバル!カーニバル!カーニバル!カーニバル!カーニバル!カーニバル!カーニバル!』 浦（ウラ）役 で劇団本公演での初主演。
2020年、『スカーレット』八郎の弟子、畑山順 役で自身の夢であったNHK連続テレビ小説への出演を果たす。
「まんぷく」塩軍団 赤津役を好演した永沼伊久也演じるリーゼントヘアの稲葉五郎と共にマッシュルームカットに黒メガネの風貌とコミカルな役どころで注目を集めた。

## 人物
家族構成は両親と妹がいる。特技はボクシング・水泳（素潜り）・マラソン、趣味は映画鑑賞・絵画・ドラム・スケートボード。
ボクシングはプロになれる、なれないというところまで本気で打ち込んでいた経験者の父に憧れ中学では陸上部の長距離選手をする傍ら月曜から土曜まで学外でジムに通った。
高校入学後は毎週末夜行バスに乗って東京へ向かい、土曜にレッスンを受け夜行バスで大阪へ帰る生活を約1年間続けたのち、劇団Patchオーディション最終審査では1分間、一言も喋らずひたすらシャドーボクシングを披露した。
人物画やイラストが得意。劇団内ではグッズデザイン、ロゴデザインを行い自身の作品や制作過程を多数Instagramに投稿している。デジタルソフトはibis Paint X、アナログはアクリルガッシュ、水彩絵の具などを使用。
舞台宣伝のため劇団全員で出演した番組「ピーコ&兵動のピーチケパーチケ」内でMCを務める兵動大樹の似顔絵を披露したところ後日兵動の冠番組『兵動大樹の大阪さんぽ大好き!』番組ロゴとして正式に起用された。
養成所で知り合った大久保樹、田村升吾と今でも親交が深いほか舞台『エンジェルボール』の劇中歌を担当したGOOD BYE APRILのつのけんとはプライベートでも交友関係にある。

## 出演
※主演作品の役名は太字表記

### 舞台

#### 劇団Patch関連公演
- 劇団Patch4期生お披露目公演 Patchstage EX『Four Contacts』（2016年2月20日・21日、HEP HALL）
- Patch stage vol.8 『磯部磯兵衛物語〜浮世はつらいよ〜高尾山地獄修業編』（2016年4月20日 - 25日、ABCホール） - 楠木勝 役
- Patch stage vol.9 『磯部磯兵衛物語〜浮世はつらいよ〜天晴版』 （2016年10月20日 - 25日、ABCホール） - 楠木勝 役
- Patch stage vol.10 『羽生蓮太郎』（2017年4月20日 - 4月24日、in→dependent theatre 2nd） - 歩野親春 役
- Patch stage vol.11 『JOURNEY-浪速忍法帖-』（2017年9月29日 - 10月8日、in→dependent theatre 2nd / 10月20日 - 22日、新宿シアターモリエール） - 達磨 役
- 平成29年度演劇鑑賞会 劇団Patch特別公演 『大阪ドンキホーテ 〜スーパースター Patch ver.〜』（2018年3月23日 - 24日、大阪市中央公会堂） - 星川ピカイチ 役　※三好大貴とのダブル主演
- Patch stage vol.12 『ボクのシューカツ。』（2018年10月31日 - 11月4日、HEP HALL / 2018年11月15日 - 17日、銀座博品館劇場） - 奥菜 役
- Patch×TRUMP series 10th Anniversary『SPECTER』（2019年3月29日 - 31日、森ノ宮ピロティホール / 4月19日 - 21日、下北沢本多劇場） - クラナッハ 役
- Patch stage vol.13『カーニバル!カーニバル!カーニバル!カーニバル!カーニバル!カーニバル!カーニバル!カーニバル!カーニバル!カーニバル!カーニバル!カーニバル!カーニバル!』（2019年10月31日 - 11月3日、シアターサンモール / 11月6日 - 10日、ABCホール） - 浦（ウラ） 役
- カンテレ×劇団Patchプロジェクト 音楽朗読劇『マインド・リマインド～I am…～』（2020年12月26日、サンケイホールブリーゼ） - 僕 / 彼女の弟 役

#### 外部公演
- 第25回ファッションカンタータfrom Kyoto『CELEBRATION』（2017年6月10日、京都劇場）
- 七味の一味 第一回公演『家族百景』（2017年8月4日 - 7日、in→dependent theatre 2nd） - 光郎2 役
- 劇団壱劇屋 5カ月連続公演 『五彩の神楽』12月公演 「荒人神～Arabitokami～」 （2017年12月22日 - 25日、HEP HALL） - 元 役
- キャラメルボックス2018サマーツアー『エンジェルボール』（2018年7月6日 - 16日、サンシャイン劇場 / 7月20日 - 22日、京都劇場 / 7月25日、アステールプラザ広島） - 寺谷大河 役
- TRUMPシリーズ『COCOON 月の翳り星ひとつ』「月の翳り」編（2019年5月11日 - 26日、サンシャイン劇場 / 5月30日 - 6月5日、サンケイホールブリーゼ） - ジュリオ・ミラー 役
- iaku『あつい胸さわぎ』（2019年9月13日 - 23日、こまばアゴラ劇場 / 9月26日 - 29日、in→dependent theatre 1st） - 川柳光輝 役
- 桂米朝五年祭『喜劇 なにわ夫婦八景 米朝・絹子とおもろい弟子たち』（2020年2月1日 - 11日、大阪松竹座） - 中川透＆渉 役、吉岡 役
- STAGE GATE VR シアター vol.2『Equal-イコール-』 （2020年9月27日 - 28日 / 9月30日、DDD青山クロスシアター） - Aチーム:小林亮太×田中亨 テオ/ニコラ 役
- オフィスコットーネプロデュース『墓場なき死者』（2021年1月31日 - 2月11日、下北沢駅前劇場） - フランソワ 役
- オフィスコットーネプロデュース『母　MATKA』（2021年5月13日 - 20日、吉祥寺シアター） - トニ 役
- プリエールプロデュース『あぶくの流儀』（2022年）（2022年4月5日 - 10日、中野ザ・ポケット） - 伊丹楠 役
- 辻村深月シアター舞台『かがみの孤城』『ぼくのメジャースプーン』（2022年5月25日 - 29日、サンシャイン劇場 ※5月20日- 24日は公演中止 / 6月4日、りゅーとぴあ 新潟市民芸術文化会館） - ぼく / マサムネ 役
- iaku『あつい胸さわぎ』（2022年8月4日 - 14日、下北沢 ザ・スズナリ / 8月18日 - 22日、in→dependent theatre 2nd） - 川柳光輝 役
- 新国立劇場 開場25周年記念公演『レオポルトシュタット』（2022年10月14日 - 31日、新国立劇場 中劇場） - ナータン 役[6]
- 『ブレイキング・ザ・コード』 - クリストファー・モーコム（2023年4月1日 - 23日、シアタートラム）[7]
- おわたり（2023年7月1日 - 9日、新宿シアタートップス）[8]
- ロミオとジュリエット（2023年9月13日 - 10月29日、有楽町よみうりホール 他） - バルサザー 役[9] / ベンヴォーリオ(代役) [10]
- パートタイマー・秋子（2024年1月12日 - 2月4日、東京芸術劇場 シアターウエスト 他）[11]
- serial number11『神話、夜の果ての』（2024年7月5日 - 14日、東京芸術劇場 シアターウエスト）[12]
- パルコ・プロデュース2024『Touching the Void タッチング・ザ・ヴォイド〜虚空に触れて〜』（2024年10月8日 - 11月4日、PARCO劇場 / 11月10日 - 17日、京都劇場） - サイモン・イェーツ 役[13]
- サイモン・スティーヴンス ダブルビル『ポルノグラフィ PORNOGRAPHY / レイジ RAGE』（2025年2月15日 - 3月2日、シアタートラム）[14][15]
- タカハ劇団『帰還の虹』（2025年8月7日 - 13日、座・高円寺1）[16]
- あたらしい国際交流プログラム リーディング公演『紅い落葉』（2025年8月16日・17日〈予定〉、シアタートラム）[17]
- ala Collectionシリーズ vol.16『ハハキのアミュレット』（2025年9月29日 - 10月5日〈予定〉、可児市文化創造センターala 小劇場 / 10月9日 - 15日〈予定〉、吉祥寺シアター）[18]

### テレビドラマ
- ABC「僕と私の、ひらパー姉さん」作：七月隆文 -  新田 役（2016年）
- NHKドラマ10「女子的生活」（2018年）
- 関西テレビ自社制作ドラマ「大阪環状線-Part3-ひと駅ごとのスマイル」大正駅「KOボーイ」 -  鈴木拳一 役（2018年）
- NHK連続テレビ小説「スカーレット」 -  畑山順 役（2020年）
- カンテレ・フジテレビ系「DIVER-特殊潜入班-」 -  刑事 役（2020年）
- NHKよるドラ「閻魔堂沙羅の推理奇譚」第1回 -  岩田優斗 役（2020年）
- テレビ朝日系 土曜ナイトドラマ「先生を消す方程式。」 - 玉木譲 役（2020年）
- カンテレ・BSフジ「クロシンリ 彼女が教える禁断の心理術」第2章 - 松沼秀明 役（2021年）
- テレビ東京 ドラマ24 「孤独のグルメ」 Season9 第1話 - 大学生・安田 役（2021年）
- NHK総合「歴史探偵　本当に鎖国だったのか!?」（2022年）
- BSテレ東　土曜ドラマ９「私のエレガンス」第4話　- 石清水尊 役（2022年）
- NHK総合「わげもん～長崎通訳異聞～」 - 西山 役（2022年）
- NHK総合「わたしの一番最悪なともだち」第6週 - 浅田 役（2023年）
- NHK総合「歴史探偵　光る君へコラボスペシャル」 - 藤原行成 役（2024年）
- こんばんは、朝山家です。 第5話（2025年8月17日、朝日放送テレビ・テレビ朝日） - 西田先生 役[19]

### テレビ番組
- NHK「歴史秘話ヒストリア」1000年愛され続けた天神様 菅原道真 - 菅原道真 役（2021年）
- NHK 関西おせっかいハウス｢ほっとけないのよ!あんたの事が｣ （2021年）
- NHK「ニュース きん5時」番組内ミニドラマコーナー「夕顔　金曜午後5時の主婦たち」 - 高橋 役（2021年）
- NHK ETV特集「日本の原爆開発～未公開書簡が明かす仁科芳雄の軌跡～」 - (再現ドラマ）竹内柾 役（2021年）

### 配信
- Zoom怪談「彼岸百物語」劇団Patch vs 中山市朗（2021年）
- イトーヨーカドー専門店街みんなの応援キャンペーン『怪盗Yからの挑戦状 ~名探偵千文天 貴婦人のダイヤを守れ~』- 千文天 役（2020年）

### ラジオ
- 青春アドベンチャー『月の立つ林で』（2024年7月22日 - 8月2日、NHK-FM）[20]
- NHKオーディオドラマ FMシアター「ローリングボーイ」 - たっくん 役（2021年）
- 『橋詰優子の劇場に行こう!』
- ソラトニワ梅田「どっちもPatch!?」（2016年）